# Гельмут Марко
Гельмут Марко (нім. Helmut Marko, 27 квітня 1943 року, Ґрац) — австрійський автогонщик, учасник чемпіонату світу з автогонок у класі Формула-1. Переможець гонки «24 години Ле-Мана» 1971 року. З 2005 року є консультантом Red Bull Racing.

## Біографія

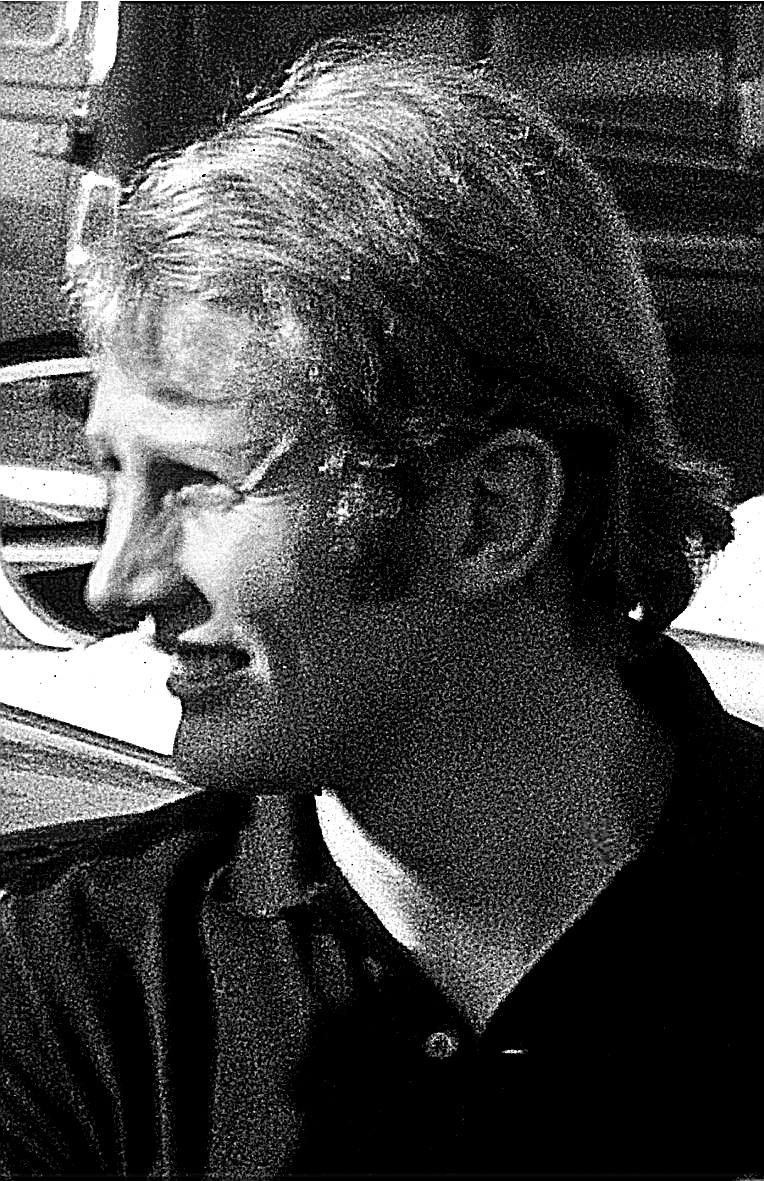
Гельмут Марко у 1970 році

Спочатку вчився на юриста, у 1967 році отримав ступінь доктора права. У 1960-х роках дебютував в автогонках в «Формулі-Ві», в 1969 році брав участь у змаганнях «Формули-3». На наступний рік перейшов в гонки спортивних автомобілів, де в першому ж році брав участь в гонці «24 години Ле-Мана», та фінішував третім. У 1971 році виграв «24 години Ле-Мана», встановивши рекорд максимальної пройденої дистанції в 5335 кілометрів, який протримався до 2010 року, переміг у трьох гонках європейського чемпіонату спортивних автомобілів в 2-літровому класі і взяв участь у п'яти Гран-прі чемпіонату світу «Формули-1» (не стартував у Гран-прі Німеччини через збіг кваліфікації палива).
У 1972 році тричі завойовував призові місця на етапах чемпіонату світу спортивних автомобілів і брав участь у світовому чемпіонаті «Формули-1». На Гран-прі Франції 1972 року він був травмований, коли камінь, який вилетів з-під колеса автомобіля Емерсона Фіттіпальді, пробив йому забрало шолома і пошкодив око, через що Марко був змушений припинити гоночну кар'єру. Пізніше був менеджером гонщиків Герхарда Бергера і Карла Вендлінгера, створив свою гоночну команду «RSM Marko», що перемогла у Формулі-3000 в 1996 році і керував програмою підготовки гонщиків в компанії Red Bull — Red Bull Junior Team. З 2005 року є консультантом Red Bull Racing.

## Результати гонок у Формулі-1
| Рік      | Команда              | Шасі        | Двигун                   | 1      | 2      | 3   | 4     | 5      | 6        | 7      | 8      | 9       | 10     | 11     | 12  | Місце в чемпіонаті | Очки в чемпіонаті |
| -------- | -------------------- | ----------- | ------------------------ | ------ | ------ | --- | ----- | ------ | -------- | ------ | ------ | ------- | ------ | ------ | --- | ------------------ | ----------------- |
| 1971     | Ecurie Bonnier       | McLaren M7C | Ford Cosworth DFV 3.0 V8 | RSA    | ESP    | MON | NED   | FRA    | GBR      | GER НС |        |         |        |        |     | —                  | 0                 |
| 1971     | Yardley-BRM          | BRM P153    | BRM P142 3.0 V12         |        |        |     |       |        |          |        | AUT 11 | ITA Ret | CAN 12 |        |     | —                  | 0                 |
| 1971     | Yardley-BRM          | BRM P160    | BRM P142 3.0 V12         |        |        |     |       |        |          |        |        |         |        | USA 13 |     | —                  | 0                 |
| 1972     | Austria-Marlboro BRM | BRM P153    | BRM P142 3.0 V12         | ARG 10 | RSA 14 | ESP |       |        |          |        |        |         |        |        |     | —                  | 0                 |
| 1972     | Austria-Marlboro BRM | BRM P153B   | BRM P142 3.0 V12         |        |        |     | MON 8 | BEL 10 |          |        |        |         |        |        |     | —                  | 0                 |
| 1972     | Austria-Marlboro BRM | BRM P160B   | BRM P142 3.0 V12         |        |        |     |       |        | FRA Схід | GBR    | GER    | AUT     | ITA    | CAN    | USA | —                  | 0                 |
| Джерело: |                      |             |                          |        |        |     |       |        |          |        |        |         |        |        |     |                    |                   |